# Ho Bisgaltu
Ho Bisgaltu (chiń. 浩華斯哈拉圖; pinyin Hào Huásīhālātú; ur. 21 marca 1968) – chiński zapaśnik w stylu wolnym. Dwukrotny olimpijczyk. Odpadł w eliminacjach turnieju w Seulu 1988 w wadze 68 kg. Dwunasty w Barcelonie 1992 w kategorii 74 kg. Piąty w mistrzostwach Azji w 1992 roku.